# 斯特拉斯堡 (科羅拉多州)
斯特拉斯堡（英語：Strasburg）是位於美國科羅拉多州亞當斯縣的一個人口普查指定地區。

## 地理
斯特拉斯堡的座標為39°44′10″N 104°19′43″W / 39.73611°N 104.32861°W，而該地最高點為海拔高度1640米（即5381英尺）。

## 人口
根據2010年美國人口普查的數據，斯特拉斯堡的面積為53.93平方千米，當中陸地面積為53.87平方千米，而水域面積為0.06平方千米。當地共有人口2447人，而人口密度為每平方千米45人。